# Cathussach mac Ailello
Cathussach mac Ailello (mort en 749) est un  roi d'Ulaid et le 23e roi du Dál nAraidi. Il est le fils de Ailill mac Dúngaile Eilni (mort en 690), précédent roi du Dál nAraidi et neveu de Cú Chuarán mac Dúngail Eilni (mort en 708), précédent roi d'Ulaid. Il règne entre 735 et 749. Il descend d'une lignée de cette famille établie à Eilne, une partie du territoire situé entre les rivières Bann et Bush dans le moderne Comté d'Antrim, en Irlande du nord

## Biographie
Il n'est pas sur qu'il obtienne le royaume de Dál nAraidi. La mort de Dub dá Inber mac Congalaig comme roi des Cruthin, le titre utilisé à cet effet dans les chroniques d'Irlande à cette époque est notée en 727. Indrechtach mac Lethlobair (mort en 741) est également noté dans la liste royale avant  Cathussach mais il est possible  qu'il résigne le royaume en faveur d'Indrechtach en devenant roi d'Ulaid en 735.
Cathussach est tué à Ráith Beithech, Rathveagh, dans l'actuel comté d'Antrim, sns doute à l'instigation de la lignée rivale du
Dál Fiatach qui reprend alors la royauté d'Ulaid. Ni les Annales de Tigernach ni les Annales d'Ulster ne lui donnent le titre de roi d'Ulaid dans les entrées relatives à sa mort mais elles se réfèrent à lui comme roi des Cruithnes. Le Professeur Byrne estime qu'il y a peut-être eu un interrègne chez les Ulaid entre 735 et 750. Si cela est exacte le règne possible de Cathussach sur le Dál nAraidi s'étend de 741 à 749, ce qui explique qu'il soit inséré dans la liste royale des Cruthin.
Son fils Cináed Ciarrge mac Cathussaig (mort en 776) sera également roi du Dál nAraidi.

## Sources
- Annales d'Ulster sur  sur University College Cork
- (en) Byrne, Francis John (2001), Irish Kings and High-Kings, Dublin: Four Courts Press,  (ISBN 978-1-85182-196-9)
- (en) Charles-Edwards, T. M. (2000), Early Christian Ireland, Cambridge: Cambridge University Press,  (ISBN 0-521-36395-0)
- (en) Mac Niocaill, Gearoid (1972), Ireland before the Vikings, Dublin: Gill and Macmillan
- (en) Dáibhí Ó Cróinín (2005), A New History of Ireland, Volume One, Oxford: Oxford University Press